# 勝利のための大麻草
『勝利のための大麻草』（Hemp for Victory）は、第二次世界大戦時に制作されたアメリカ合衆国によるモノクロのプロパガンダ映画であり、1942年に公開され、ヘンプ（繊維型の麻、hemp）の使用を解説し、農業生産者に対してできる限り生産するよう奨励したものである。

## 歴史
本映画は、ヘンプを生産するよう奨励するために制作されたもので、背景に他の産業繊維が供給不足となり、しばしば海外から輸入されていたということがあった。本映画は、ヘンプと麻製品の歴史、ヘンプの生育、縄のような索具や、布、ほかの製品として加工されることを映像化したものである。
1989年以前には、この映画はあまり知られていなかった。アメリカ合衆国政府は、このような映画を作ったこと自体を否定してきた。
アメリカ合衆国農務省 (USDA) 、アメリカ議会図書館は、USDAや政府のいかなる部門からも制作されていないと関係者に説明していた。1989年5月19日には、2つのVHSの複製ビデオが、Maria Farrow、Carl Packard、ジャック・ヘラーによって回収され議会図書館に寄贈された。
今では、アメリカ国立公文書記録管理局からダウンロードすることができる。

## 書籍
Hemp for Victory は、2006年にイギリスのロンドンで出版されたヘンプに関する書籍の書名である。ISBN 0-9549939-0-X。Kenyon Gibson, Nick and Cindy Mackintosh, Woody Harrelson, Mina Hegaard ,Sam Heslopなど、ヘンプの世界で知られる著者が執筆している。

## 続編
2008年にはイギリスの制作会社が、続編を制作した。2009年のシアトル・ヘンプフェス (Seattle HempFest) で公開された。公式発売はなかった。2012年には限られた地域で発売された。

## ギャラリー

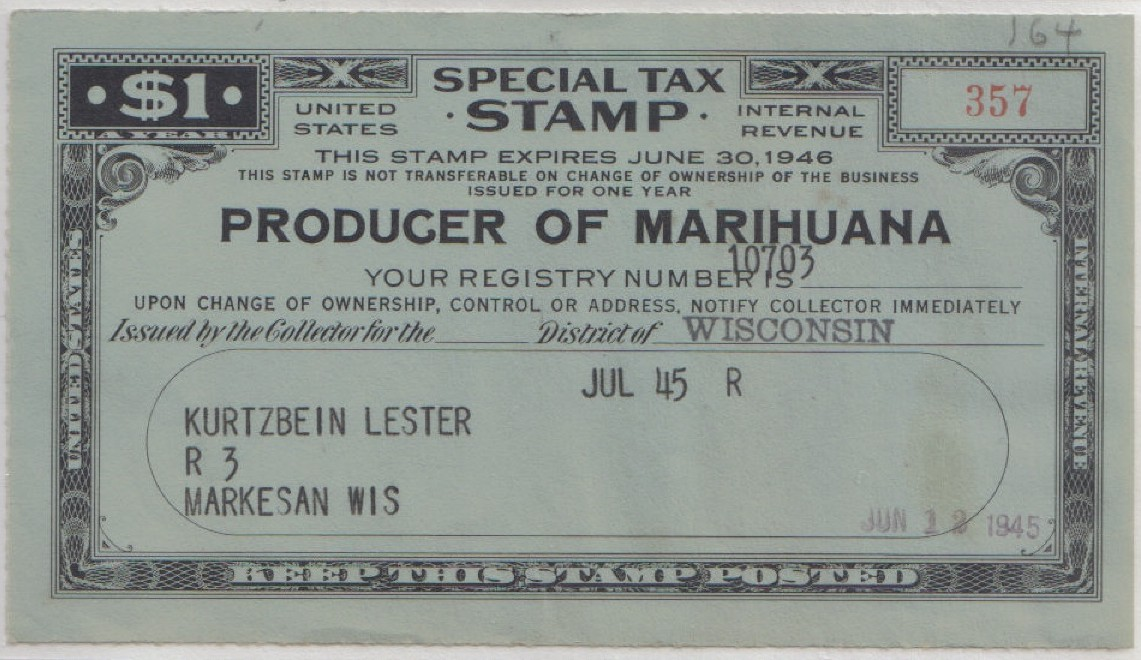
麻生産者のための納税印紙。
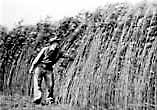
麻畑。
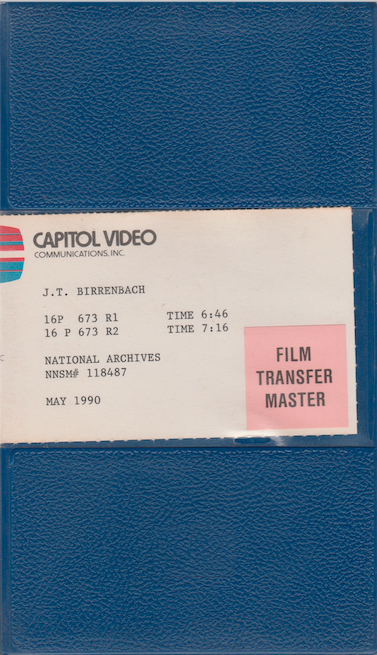
本映像は1990年に納品された。

## External links
- Hemp for Victory - IMDb（英語）
- Hemp for Victory - YouTube
- 勝利のための大麻草 - インターネット・アーカイブ
- Transcript of Hemp for Victory
- Hemp For Victory II - the sequel